# 최순실
최서원(1956년 7월 30일(음력 6월 23일) - )은 최순실(한국 한자: 崔順實,, 개명: 최필녀→ 최순실1979년 - → 최서원2014년 2월 13일 - )이라는 옛 이름으로 더 유명한 18대 대통령 박근혜의 측근으로, 국정 농단 사태를 통해 세간에 알려졌다.
독일 생활 중에 TV조선, 한겨레, JTBC 등에서 '최순실 비선 실세' 관련 보도가 나왔고 급기야 박근혜가 최순실 관련 사과 기자회견까지 하면서 2016년 10월 30일 귀국하였다. 다음 날인 2016년 10월 31일 검찰로부터 소환 통보를 받아 검찰에 출석하여 피의자 신분으로 조사를 받았고 증거 인멸 우려로 긴급 체포되었다.

## 생애

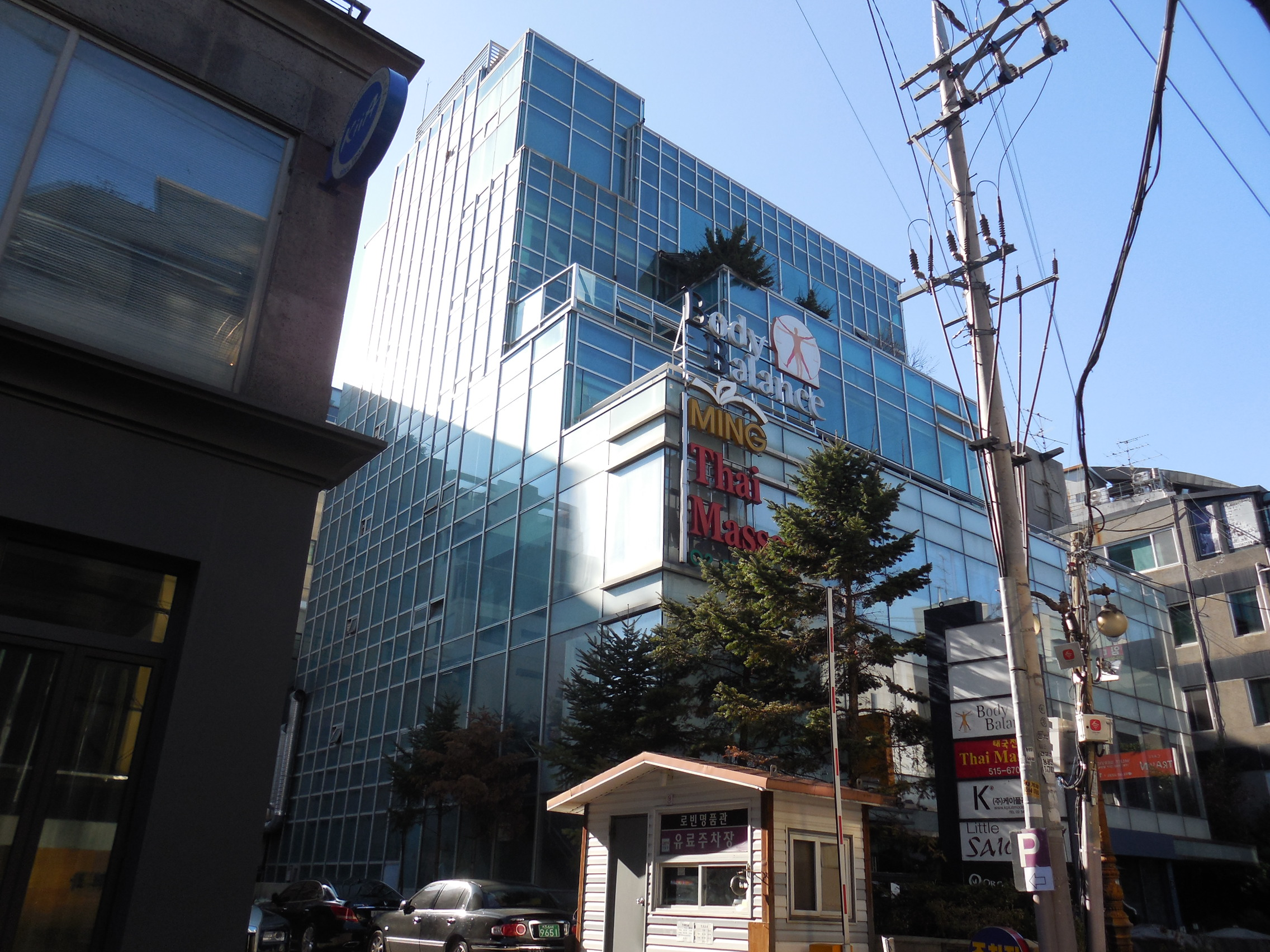
최순실이 소유한 신사동 미승빌딩

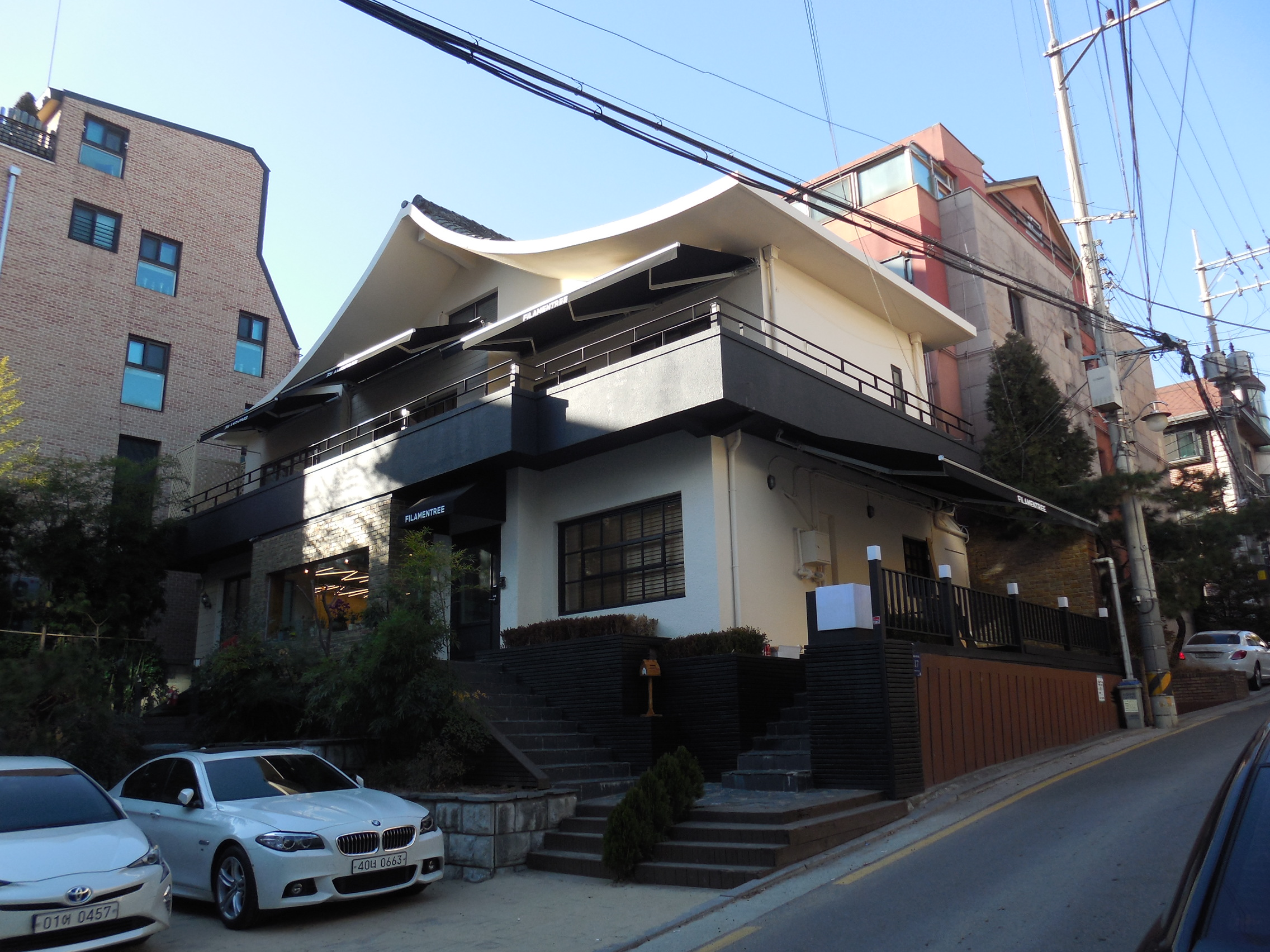
최순실이 운영한 카페 테스타로싸가 입주했던 건물

1956년 서울특별시 마포구 아현동에서 최태민의 다섯 번째 딸로 태어났다. 어머니의 이름은 임선이(林先伊)이다. 1975년 단국대학교에 입학했다고 알려졌으나, 한 때 존재한 청강생 제도로 학교에 다녔던 것으로 확인되었다. 1982년 김영호와 결혼했고 1983년 아들을 낳았으며 1986년 이혼하였다. 1995년 최태민의 비서 출신 정윤회와 결혼하였고 딸 정유라를 낳았으며 2014년 이혼하였다.
박근혜와의 본격적 인연이 시작된 때는 1977년으로 추정된다. 이 때 “올바른 민족관과 확고한 국가관, 주체성있는 가치관을 정립”하려는 목적의 새마음 전국대학생연합회가 출범한 바 있고 그 연합회 회장을 맡았다. 1979년 6월 10일에는 한양대학교에서 열린 제1회 새마음제전에 참석해 개회선언을 했다. 이 행사에서 새마음봉사단 총재 박근혜의 오른편에 앉았다. 참고로, 왼편에는 제17대 대통령 이명박이  참석했었다.
1980년대 이후에는 부동산 사업, 유치원 운영 등을 하였다. 1983년에는 서울 역삼동의 땅 45평을 샀고, 1985년 9월에는 신사동의 땅 108평을 구입해 지상 4층 건물을 지었다. 이 건물에 운영하던 유치원이 있었다. 그 외에도 서울 대치동의 은마아파트를 여러 채 매입하기도 했다. 1988년 7월 공동 명의로 신사동에 200평 규모의 땅을 샀고, 이후 공동 지분을 차례로 사들여 단독 소유주가 되었다. 1992년부터 1996년까지 정윤회와 함께 Jubel GmbH를 설립하여 공동 경영하였다. 2003년 7월에는 앞서 1988년에 구매한 땅에 지하 2층, 지상 7층 규모의 미승빌딩을 지었다. 빌딩에는 정윤회가 대표로 있는 얀슨이 입주해 있었다. 2008년 2월 한 저축은행에 유치원 건물을 매각하였다.
1989년에는 김광웅과 <어린이 버릇, 어떻게 바로 잡을 것인가?>라는 육아 지침서를 번역했다. 이 책에 최순실은 한국문화재단 연구원 부원장으로 소개돼 있다.
최순실은 박근혜가 대통령이 되기 전부터 가깝게 지내왔다. 2006년 한나라당 당대표로서 참석한 2006년 서울시장 선거 유세 현장에서 면도칼 피습을 당한 일이 있었다. 이때 최순실은 박근혜가 입원한 병원을 찾아 박근혜를 간호했다 하고 퇴원 후에는 최순실의 언니 최순득의 집에서 간호를 받았다고 한다.
서울특별시 강남구 논현동에 있는 카페 겸 레스토랑 ‘테스타로싸’(이탈리아어: Testa Rossa →빨간 머리)를 설립·운영한 것으로 확인되었다. 2014년 12월부터 운영된 이 영업장은 주택을 개조해 만들었는데 1·2층에서는 각종 음료와 샌드위치 등을 팔았고 3층은 최순실의 개인 숙소였다. 최순실은 주로 2 ~ 3층에서 정권 실세 친·인척과 대기업 회장 등 정·재계 인사들과 접촉했다는 증언이 있었다.

## 논란
2014년 말에 경찰관 박관천이 박근혜 정부 권력 서열 1위는 최순실이라는 주장을 했다. 이후 박근혜가 대통령이 된 이후에도 최순실과 밀접하게 지냈다는 의혹이 터져나왔다. 2016년 10월 24일에는 JTBC를 통해 최순실이 박근혜의 대통령 연설문 등을 미리 넘겨받았다는 사실이 밝혀졌다. 다음날 박근혜는 대국민 사과 기자회견을 통해 2012년 대선 당시 연설문이나, 대통령이 된 이후에도 일부 자료에 대해 의견을 들은 바 있다고 밝혔다.
최순실은 미르재단, K스포츠재단과의 관련성, 연예계·체육계와의 유착 등의 의혹의 대상이 되었다.
딸 정유라의 이화여자대학교 부정 입학 의혹과 성적 조작 문제도 제기되었다. 이에 대하여 업무방해 등의 혐의로 1심에서 징역 3년을 선고되었고, 항소, 상고하였으나 기각되어 2018년 11월 29일 형이 확정되었다.
2018년 2월 13일에는 특정범죄가중처벌 등에 관한 법률 위반 (뇌물) 혐의로 1심에서 징역 20년에 벌금 180억원, 추징금 72억 9,427만원이 선고되었다. 2018년 8월 24일, 항소심을 맡은 서울고등법원은 징역 20년과 벌금 200억원을 선고하고 추징금 70억 5,281만원을 선고했다. 대법원에서 징역 18년이 확정되었다.
비인가 대학 학위인 퍼시픽웨스턴 대학교 학위를 사용하였을 뿐만 아니라, 그 학위를 퍼시픽스테이트 대학으로 허위 표시하여 학력을 위조했다.

## 학력

### 비학위 수료
- 단국대학교 영어영문학과 청강생
- 퍼시픽웨스턴 대학교 졸업(비인가 대학)

## 가계
- 아버지 : 최태민 
 어머니 : 임선이
- 딸 : 정유라
  - 외손자 : 신유주
- 동복이부 오빠 : 조순제[42]
  - 조용래 : 조순제의 아들[43]
- 동복이부 언니 : 최순영[44][42]
- 언니 : 최순득 
 형부 : 장석칠[45]
  - 조카 장시호 : 최순득의 딸
  - 조카 장승호 : 최순득의 아들
- 여동생 : 최순천 
 제부 : 서동범[45]

## 같이 보기
- 박근혜-최순실 게이트